# Sous-secrétaire à la politique de Défense
Le sous-secrétaire à la politique de Défense (Under Secretary of Defense for Policy, ou USDP en anglais) est un haut responsable du département de la Défense des États-Unis. Il est considéré comme la troisième personnalité de ce ministère, après le secrétaire à la Défense et le secrétaire adjoint à la Défense.
La fonction est occupée par Colin Kahl depuis le 28 avril 2021.

## Histoire
La fonction est créée par le président américain Jimmy Carter en octobre 1977 et le premier titulaire entre en fonction en août 1978.

## Nomination
Le sous-secrétaire est nommé par le président des États-Unis et doit être confirmé par un vote du Sénat avant d'entrer en fonction.

## Fonctions
Il est le principal conseiller du secrétaire à la Défense en matière de politique de défense.

## Listes des sous-secrétaires
| Photo | Nom                          | Début            | Fin                                 | Secrétaire à la Défense                    | Président        |
| ----- | ---------------------------- | ---------------- | ----------------------------------- | ------------------------------------------ | ---------------- |
|       | Stanley Rogers Resor         | 14 août 1978     | 1er avril 1979                      | Harold Brown                               | Jimmy Carter     |
|       | Robert W. Komer              | 24 octobre 1979  | 20 janvier 1981                     | Harold Brown                               | Jimmy Carter     |
|       | Fred C. Ikle                 | 2 avril 1981     | 19 février 1988                     | Caspar W. Weinberger Frank C. Carlucci III | Ronald Reagan    |
|       | Paul Wolfowitz               | 15 mai 1989      | 19 janvier 1993                     | Richard B. Cheney                          | George H.W. Bush |
|       | Frank G. Wisner              | 23 février 1993  | 9 juin 1994                         | Leslie Aspin, Jr. William J. Perry         | Bill Clinton     |
|       | Walter B. Slocombe           | 13 juillet 1994  | 15 septembre 1994 - 19 janvier 2001 | William J. Perry William S. Cohen          | Bill Clinton     |
|       | Douglas Feith                | 16 juillet 2001  | 8 août 2005                         | Donald H. Rumsfeld                         | George W. Bush   |
|       | Eric Edelman                 | 9 août 2005      | 20 janvier 2009                     | Donald H. Rumsfeld Robert M. Gates         | George W. Bush   |
|       | Michele Flournoy             | 9 février 2009   | 8 février 2012                      | Robert M. Gates Leon Panetta               | Barack Obama     |
|       | James N. Miller              | 18 février 2012  | 8 janvier 2014                      | Leon Panetta Chuck Hagel                   | Barack Obama     |
|       | Michael D. Lumpkin           | 9 janvier 2014   | 24 juin 2014                        | Chuck Hagel                                | Barack Obama     |
|       | Christine Wormuth            | 24 juin 2014     | 10 juin 2016                        | Chuck Hagel                                | Barack Obama     |
|       | Brian P. Mckeon              | 10 juin 2016     | 20 janvier 2017                     | Chuck Hagel                                | Barack Obama     |
|       | Theresa Whelan (intérim)     | 20 janvier 2017  | 5 juin 2017                         | James Mattis                               | Donald Trump     |
|       | Robert Karem (intérim)       | 5 juin 2017      | 27 octobre 2017                     | James Mattis                               | Donald Trump     |
|       | David Trachtenberg (intérim) | 27 octobre 2017  | 8 janvier 2018                      | James Mattis                               | Donald Trump     |
|       | John Rood                    | 9 janvier 2018   | 28 février 2020                     | James Mattis Mark Esper                    | Donald Trump     |
|       | James Anderson (intérim)     | 1er mars 2020    | 10 novembre 2020                    | James Mattis Mark Esper                    | Donald Trump     |
|       | Anthony Tata                 | 10 novembre 2020 | 20 janvier 2021                     | Christopher C. Miller                      | Donald Trump     |
|       | Amanda J. Dory               | 20 janvier 2021  | 28 avril 2021                       | Lloyd Austin                               | Joe Biden        |
|       | Colin Kahl                   | 28 avril 2021    | 17 juillet 2023                     | Lloyd Austin                               | Joe Biden        |
|       | Elbridge Colby               | 15 avril 2025    | En cours                            | Pete Hegseth                               | Donald Trump     |